# Adrián Gorelik
Adrián Gorelik (* 1957 em Mercedes (Buenos Aires)) é um arquiteto e historiador urbano argentino. É conhecido por seus estudos diferenciados sobre Buenos Aires, Cidade do México e Brasília.